# Maclura tinctoria
Pour les articles homonymes, voir Bois jaune.
Espèce
Statut de conservation UICN

 LC  : Préoccupation mineure
Maclura tinctoria est une espèce de plantes dicotylédones de la famille des Moraceae, originaire des régions tropicales d'Amérique. Ce sont des arbres dioïques, de taille moyenne à grande, à feuilles caduques. Le bois de cet arbre fournit une teinture de couleur jaune.

## Taxinomie

### Synonymes
Selon The Plant List (1 juillet 2019) :
- Broussonetia plumeri Spreng.
- Broussonetia tinctoria (L.) Dum.Cours.
- Broussonetia xanthoxylon Mart.
- Broussonetia zanthoxylon (L.) Mart.
- Chlorophora mollis Fernald
- Chlorophora tinctoria (L.) Gaud. ex Benth. & Hook. f.[2]
- Chlorophora tinctoria (L.) Gaudich.
- Fusticus glabra Raf.
- Fusticus tataiba (L.) Raf.
- Fusticus vera Raf.
- Fusticus zanthoxylon (L.) Raf.
- Ioxylon mora (Griseb.) Kuntze
- Maclura affinis Miq.
- Maclura chlorocarpa Liebm.
- Maclura mora Griseb.
- Maclura plumerii (Spreng.) D. Don ex Steud.
- Maclura sempervirens Ten.
- Maclura tinctoria var. affinis (Miq.) Bureau
- Maclura velutina Blume
- Maclura zanthoxylon (L.) Endl.
- Morus brasiliensis Pohl ex Bureau
- Morus dioica Crantz
- Morus plumiera Steud.
- Morus spinosa Gaudich.
- Morus tataiba Vell.
- Morus tinctoria L.[2]
- Morus zanthoxylon L.
- Procris sieberi Steud.

### Liste des sous-espèces et variétés
Selon Tropicos (1 juillet 2019) (Attention liste brute contenant possiblement des synonymes) :
- sous-espèces :
  - Maclura tinctoria subsp. mora (Griseb.) Vázq. Ávila
  - Maclura tinctoria subsp. tinctoria
- variétés :
  - Maclura tinctoria var. affinis (Miq.) Bureau
  - Maclura tinctoria var. chlorocarpa (Liebm.) Bureau
  - Maclura tinctoria var. ovata Bureau
  - Maclura tinctoria var. polyneura (Miq.) Bureau
  - Maclura tinctoria var. subcuneata Bureau
  - Maclura tinctoria var. subintegerrima (Miq.) Bureau
  - Maclura tinctoria var. zanthoxylon (L.) Bureau